# Evropska gospodarska skupnost
Evropska skupnost (ES), pomembnejša od obeh Evropskih skupnosti, je bila ustanovljena 1. januarja 1958 pod imenom Evropska gospodarska skupnost (EGS), ko je stopila v veljavo Rimska pogodba, podpisana 25. marca 1957. Besedo ekonomska so odstranili z Maastrichtsko pogodbo leta 1992, hkrati pa je Evropska skupnost takrat efektivno postala prvi izmed treh stebrov Evropske unije, imenovan steber skupnosti.